# Baldo Kresalja
Baldo Juan José Kresalja Rosselló (Lima, 11 de septiembre de 1941) es un abogado, jurista y docente universitario peruano. Fue ministro de Justicia del Perú durante el gobierno de Alejandro Toledo, desde el 16 de enero hasta el 22 de julio del 2004.

## Biografía
Baldo Kresalja nació el 11 de septiembre de 1941 en la ciudad de Lima, en Perú.
Realizó sus estudios escolares en el Colegio de la Inmaculada (Lima). 
Cursó estudios superiores en las Facultades de Letras y Derecho de la Pontificia Universidad Católica del Perú, y se tituló de abogado. Obtuvo una maestría en la Escuela de Administración de Negocios (ESAN) y siguió estudios en la Facultad de Derecho de la Universidad de Wisconsin (Estados Unidos).
Durante su estadía en la Universidad Católica, Kresalja, junto a Domingo García Belaúnde y otros estudiantes de Derecho, fundaron la revista jurídica Thémis (1965). 
Es profesor principal de la Facultad de Derecho de la Pontificia Universidad Católica del Perú y fundador de los cursos de Derecho de la Propiedad Industrial, Derecho de la Competencia y Derecho Constitucional Económico, este último en la Maestría de Derecho Constitucional. Fue decano interino de dicha Facultad en el año 1973.
Fue también miembro de la Iniciativa Nacional Anticorrupción (INA) nombrada en el gobierno de transición de Valentín Paniagua y miembro fundador del Consejo Nacional de Educación.
Presidió la Conferencia Anual de Ejecutivos (CADE) sobre educación, cultura y desarrollo (2000-2001). Fue también fundador de la International Association for the Advancement of Teaching and Research in Intellectual Property (ATRIP).
Es miembro de Número de la Academia Peruana de Derecho y socio del Estudio Duany & Kresalja Abogados. Ha publicado artículos y libros jurídicos en las áreas de los derechos intelectuales y el derecho constitucional.
Postuló al Congreso Constituyente Democrático del año 1992 por el Partido Solidaridad y Democracia de Manuel Moreyra Loredo.

### Ministro de Justicia
El 16 de febrero del 2004, Kresalja juramentó como ministro de Justicia, durante la renovación del gabinete ministerial encabezado por Carlos Ferrero Costa (el llamado “gabinete conversado”) del gobierno del presidente Alejandro Toledo.
Se mantuvo en dicho cargo hasta julio del mismo año, cuando renunció por discrepancias con la promulgación de la ley de Radio y Televisión. Fue reemplazado por Carlos Gamarra Ugaz.